# Johann Christian von Hellbach
Johann Christian Hellbach, à partir de 1819 von Hellbach (de), (né le 15 juillet 1757 à Arnstadt et mort le 18 octobre 1828 dans la même ville) est un avocat, historien et auteur schwarzbourgeois.

## Biographie
Il est le fils de Ludwig Gottfried Hellbach. Hellbach étudie au lycée d'Arnstadt sous la direction de l'historien Johann Gottlieb Lindner (de) (1726-1811), dont Hellbach publie "Johann Gottlieb Lindners …. kurze Selbstbiographie" en 1812. De 1777 à 1780, il étudie le droit et vit ensuite à Arnstadt dans la maison n° 204 (plus tard Zimmerstraße 12), également appelée "Engelsburg". À partir de 1788, il vit dans son manoir près de Berga et travaille à Wechmar près de Gotha en tant que secrétaire de la commission ducale de Saxe-Cobourg-Meiningen. Enfin de retour dans sa ville natale d'Arnstadt, il est promu avocat du gouvernement princier de Schwarzbourg-Sondershausen et conseiller privé.
Hellbach se marie le 17 mai 1789 dans son manoir près de Berga avec Charlotte Friedericka Wilhelmina Ernestina von Berga (de) (née le 16 septembre 1762 à Berga).
Le 3 décembre 1819, le prince Gonthier-Frédéric-Charles Ier confirme et renouvelle l'ancienne noblesse de sa famille pour la principauté de Schwarzbourg-Sondershausen.

## Œuvres (sélection)
Hellbach a écrit des livres juridiques et plusieurs autres sur l'histoire de Thuringe et surtout de Schwarzbourg, notamment
- Handbuch des Rangrechts. Haueisens Wittwe, Ansbach 1804 (Digitalisat).
- Archiv für die Geographie, Geschichte und Statistik der Grafschaft Gleichen und ihrer Besitzer. 2 Bände, Schnuphasische Buchhandlung, Altenbourg 1805 (Band 1, Band 2).
- Adels-Lexikon. 2 Bände, Voigt, Ilmenau 1825/26 (Band 1, Band 2).
- Archiv von und für Schwarzburg. Hanisch, Hildburghausen 1787 (Digitalisat); Nachtrag von 1789.
- Historische Nachrichten von den thüringischen Bergschlössern Gleichen, Wachsenburg und Mühlberg. Keyser, Erfurt 1802 (Digitalisat).
- Grundriß der zuverlässigeren Genealogie des fürstlichen Hauses Schwarzburg. Hof-, Buch- und Kunsthandlung, 1820.
- Handbuch des Schwarzburg-sondershausener, besonders neueren Privatrechts. 1820.
- Nachricht von der sehr alten Lieben Frauen-Kirche und von dem dabei gestandenen Jungfrauen–Kloster zu Arnstadt. Arnstadt 1821; 2. Ausgabe 1828 (Digitalisat).
- Niklas Christoph Reichsfreiherr von Lynker: ein biographischer Versuch. Wittekindt, Eisenach 1789 (Digitalisat).